# Mano Décio da Viola
Décio Antônio Carlos (Santo Amaro, 14 de julho de 1909 – Juiz de Fora, 18 de outubro de 1984) foi um compositor de sambas do Brasil.
Mudou-se com os pais para o Rio de Janeiro com um ano de idade, em 1930, com Bide e João de Barros, compôs seu primeiro samba "Vem, meu amor".
Em 1947 ajudou a fundar a escola de samba Império Serrano, que foi quatro vezes campeã cantando sambas compostos pelo, já assim chamado, Mano Décio ao longo de sua vida compôs mais de 500 sambas, e gravou três LPs
Morreu no dia 18 de outubro de 1984, atualmente Mano Décio da Viola é o nome de uma rua onde viveu em Madureira, subúrbio do Rio de Janeiro.